# Госам Аєш
Госам Аєш (швед. Hosam Aiesh, нар. 14 квітня 1995, Гетеборг, Швеція) — шведський футболіст, півзахисник клубу «Сеул».

## Клубна кар'єра
Народився 14 квітня 1995 року в місті Гетеборг. Вихованець юнацьких команд футбольних клубів «Азалеа» та «Геккен».
У дорослому футболі дебютував року виступами за команду клубу «Геккен», взявши участь лише в одному матчі чемпіонату. Через це здавався в оренду в клуб «Варбергс БоІС» з Варберга.
2015 року уклав контракт з клубом «Естерсунд», з якого також віддавався в оренду в «Варбергс БоІС».

## Виступи за збірну
2014 року дебютував у складі юнацької збірної Швеції, взяв участь у 2 іграх на юнацькому рівні. 
Оскільки у Госама  палестинське походження, він має право виступати за збірну Палестини. Раніше футболіст заявляв, що він готовий захищати кольори цієї команди. Хоча 9 січня 2019 року Аєш зіграв один матч у складі національної збірної Швеції, гра проти команди Фінляндії мала товариський статус, тому Аєш і надалі зберігає можливість виступів за збірну Палестини.

## Титули і досягнення
- Володар Кубка Швеції (2):

«Естерсунд»: 2016-17
«Гетеборг»: 2019-20